# Józef Gawlina

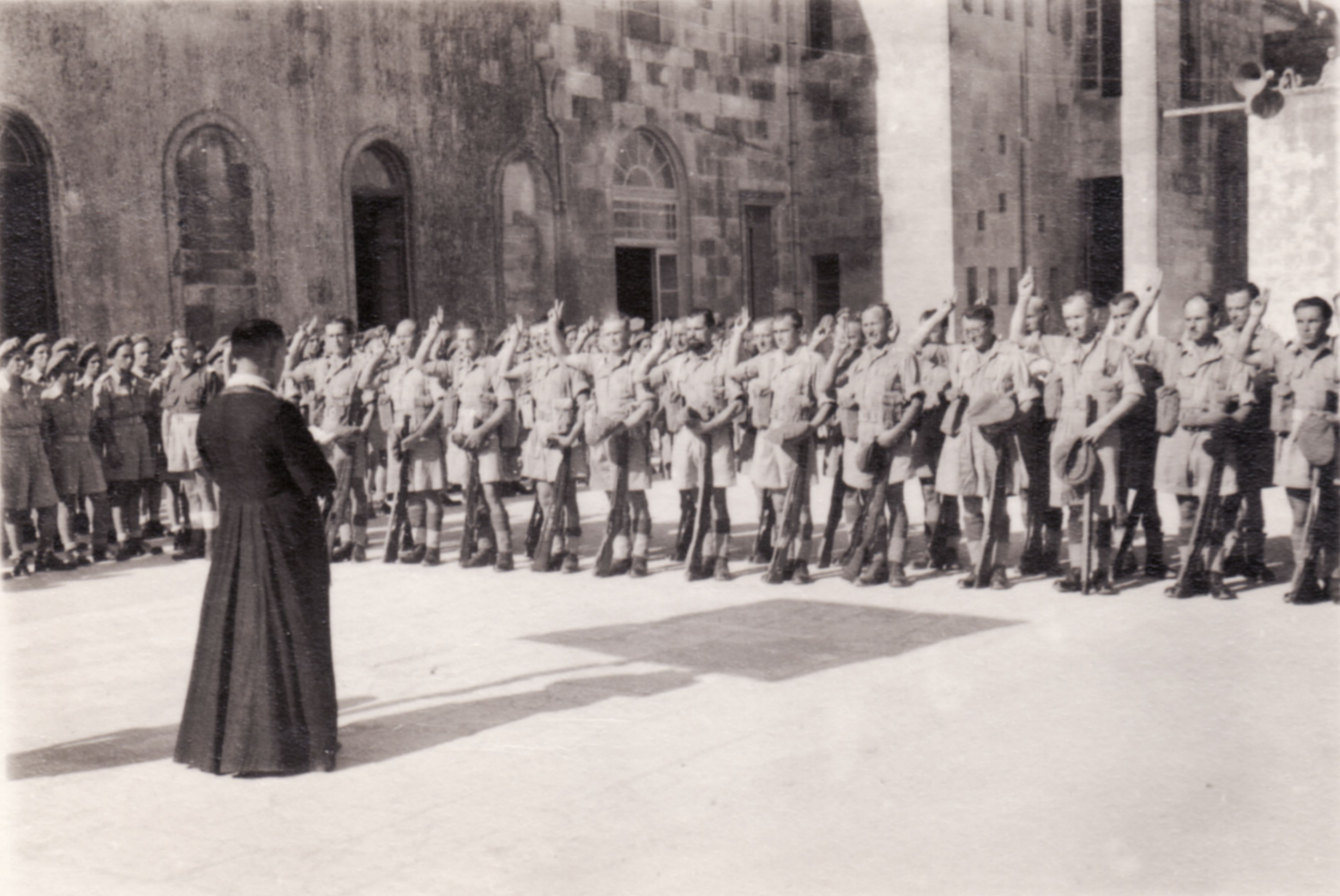
Biskup Józef Gawlina podczas odwiedzin oddziałów 2 Korpusu Polskiego w Casarano we Włoszech (16 maja 1946)

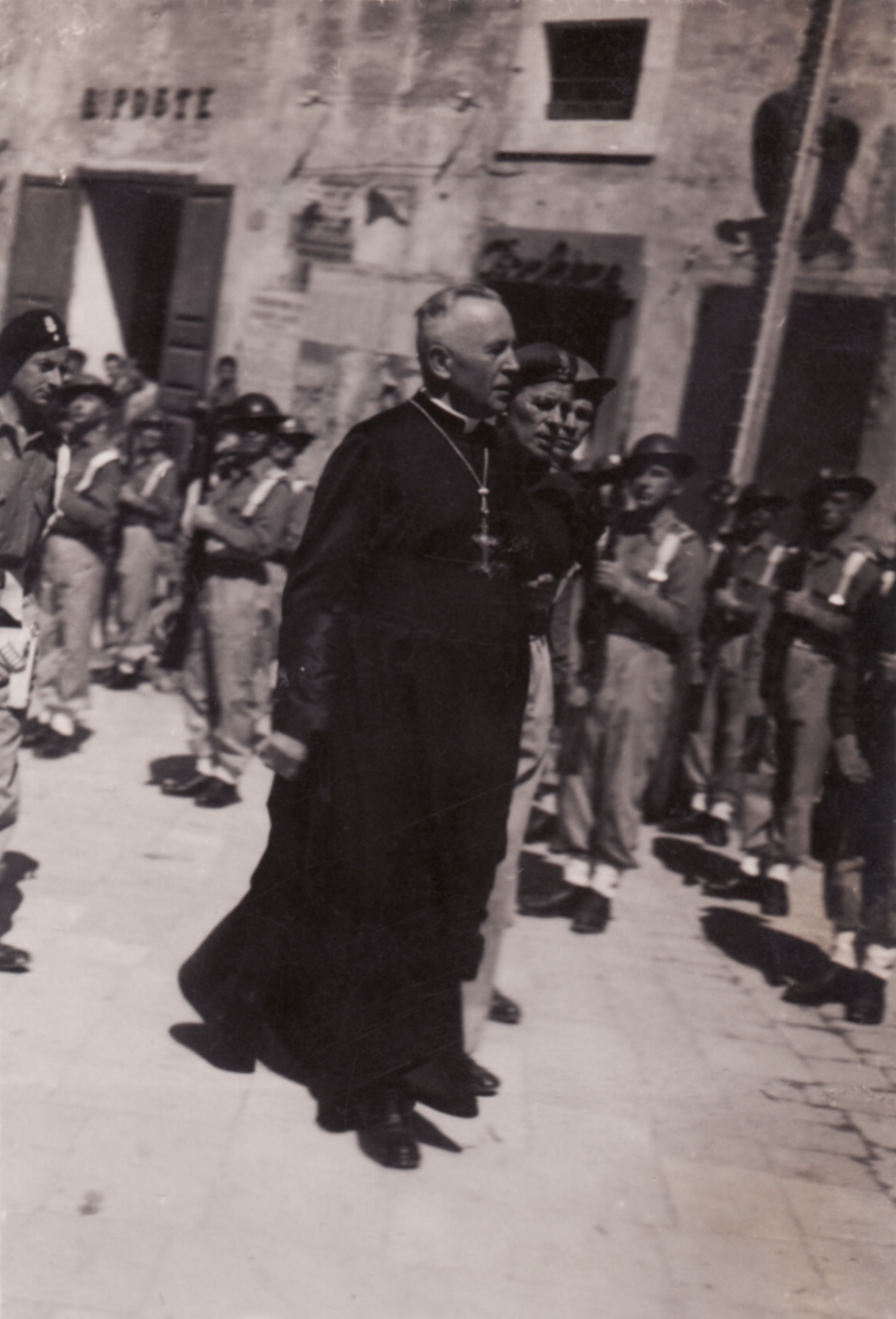
Casarano (16 maja 1946)

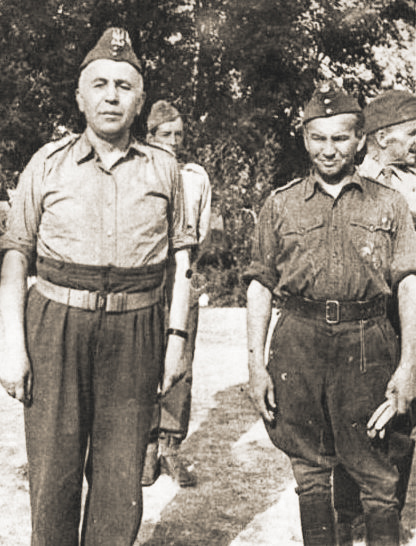
Józef Gawlina (z lewej) i płk Leopold Okulicki

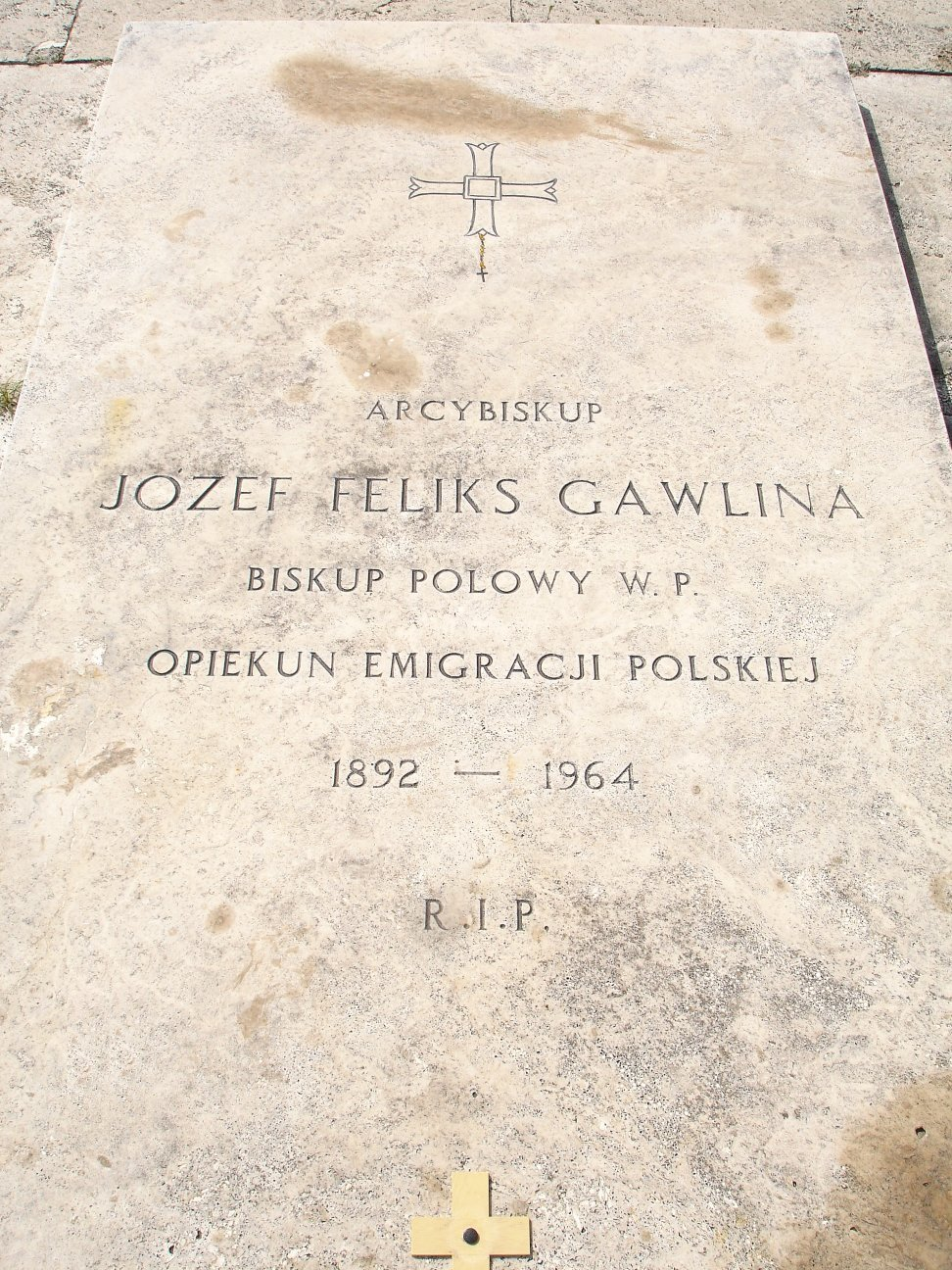
Płyta nagrobna arcybiskupa Gawliny, na cmentarzu wojennym na Monte Cassino

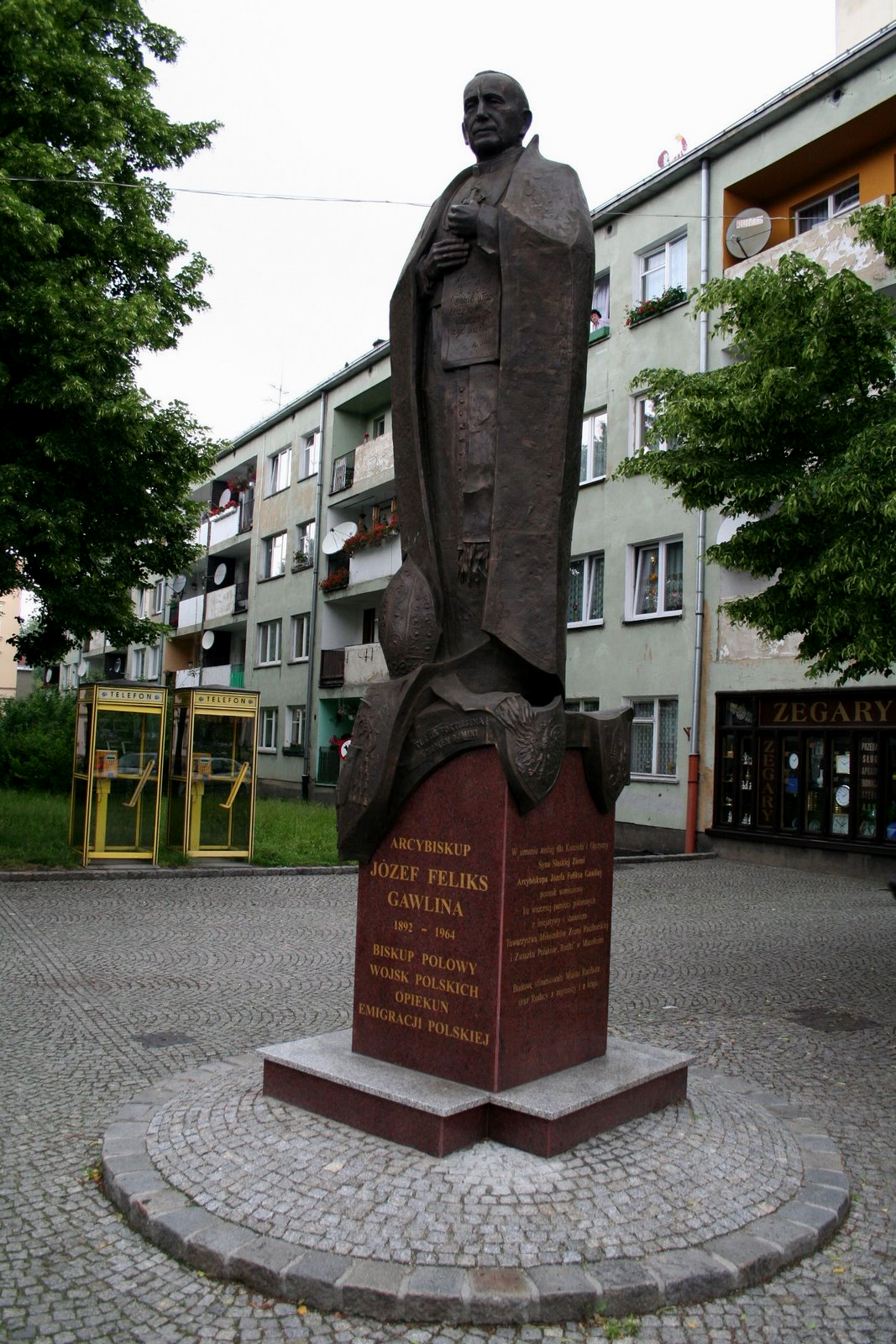
Pomnik arcybiskupa Józefa Gawliny na Rynku w Raciborzu

Józef Feliks Gawlina (ur. 18 listopada 1892 w Strzybniku, zm. 21 września 1964 w Rzymie) – polski duchowny rzymskokatolicki, doktor nauk teologicznych, generał dywizji Wojska Polskiego, biskup polowy Wojska Polskiego w latach 1933–1947, opiekun duchowy Polaków na emigracji w latach 1945–1964, arcybiskup ad personam od 1952 roku. Jan Paweł II określił go mianem „Biskup–Tułacz”, a przez Sekretariat Generalny II soboru watykańskiego nazwany po śmierci „Prawdziwym Pasterzem”.

## Dzieciństwo i młodość
Urodził się 18 listopada 1892 roku w Strzybniku pod Raciborzem na Górnym Śląsku w rodzinie Franciszka i Joanny z d. Banaś. Po ukończeniu szkoły elementarnej w Rudniku uczył się w Królewskim Ewangelickim Gimnazjum w Raciborzu (obecnie I Liceum Ogólnokształcące im. Jana Kasprowicza w Raciborzu). W 1914 roku ukończył Królewskie Pruskie Gimnazjum w Rybniku (obecnie I Liceum Ogólnokształcące im. Powstańców Śląskich w Rybniku). Podjął studia na Wydziale Teologicznym Uniwersytetu Wrocławskiego, przerwane w kwietniu 1915 roku z powodu powołania do armii pruskiej i wysłania na front zachodni w stopniu szeregowca. Ranny na froncie francuskim w listopadzie 1915 roku i odesłany do służby garnizonowej we Wrocławiu. We wrześniu 1917 roku został wysłany na front bliskowschodni do Syrii, w bitwie pod Damaszkiem wzięty do niewoli angielskiej (X 1918 – XI 1919 r.). Po powrocie do Wrocławia w lipcu 1920 roku, ukończył doktoranckie studia teologiczno-filozoficzne, a 19 czerwca 1921 roku otrzymał święcenia kapłańskie z rąk kard. Adolfa Bertrama. Jako obywatel niemiecki mógł rozpocząć działalność duszpasterską w części Śląska należącej do Niemiec. Chcąc pełnić służbę duszpasterską w polskiej części Górnego Śląska wyjechał do Katowic, gdzie został wikariuszem w Czerwionce.

## Duszpasterz w diecezji katowickiej
Pracował jako wikariusz w Dębieńsku (od 1921) oraz Tychach (od 1922). W maju 1923 zdał egzamin jurysdykcyjny. W lipcu 1924 roku został mianowany przez ks. Augusta Hlonda sekretarzem generalnym Ligi Katolickiej Administracji Apostolskiej Górnego Śląska. Od września 1924 kierował redakcją, a od 1925 był redaktorem naczelnym „Gościa Niedzielnego” do marca 1927 roku. Od 1925 sekretarz Kurii Biskupiej w Katowicach i proboszcz w Królewskiej Hucie. Na zlecenie prymasa Augusta Hlonda zorganizował w Warszawie Katolicką Agencję Prasową (1927–1929). W czasie pobytu w Warszawie – w 1928, uzyskał dyplom magisterski z zakresu teologii moralnej na Uniwersytecie Warszawskim. W marcu 1929 znowu na Śląsku – w diecezji katowickiej, radca i notariusz kurialny Kurii biskupiej w Katowicach, objął też kierownictwo diecezjalnej Akcji Katolickiej. 21 lipca 1931 został proboszczem parafii św. Barbary w Królewskiej Hucie. W swojej parafii zasłużył się na polu działalności dobroczynnej, założył m.in. biuro „Caritasu”, ochronkę dla dzieci, kuchnię ludową. W 1932 założył tygodnik parafialny pt. „Wiadomości Parafialne”. Ponieważ parafia była duża został zmuszony do rezygnacji z funkcji dyrektora Akcji Katolickiej, jak i z nominacji na kanonika Kapituły Katedralnej w Katowicach.

## Biskup polowy
Po zatargu biskupa polowego Stanisława Galla z marszałkiem Józefem Piłsudskim i zgodzie Watykanu na dymisję Galla, Józef Gawlina został kandydatem na tę funkcję. Piłsudski w dniu 7 lutego 1933 przeprowadził z Gawliną rozmowę, w której wyraził zgodę na objęcie funkcji biskupa polowego. Jednocześnie przedstawił, jako minister spraw wojskowych swoje wymagania. Przełożonym biskupa był osobiście Piłsudski, sprawy techniczne i organizacyjne miał załatwiać płk Adam Korwin-Sokołowski szef Gabinetu Ministra. Spory między nim a Sokołowskim miał godzić Piłsudski. Określił też Gawlinie zadania działalności duszpasterstwa wojskowego, gdyż jak twierdził w tej dziedzinie po jego poprzedniku był: duży bezwład i nieporządek niemający sobie równego w innej części wojska. Po rezygnacji biskupa Stanisława Galla, 14 lutego 1933 został mianowany biskupem polowym Wojska Polskiego ze starszeństwem od 1 stycznia 1932 roku. Święcenia biskupie przyjął 19 marca 1933 w Królewskiej Hucie (dziś Chorzów). Udzielił mu ich kardynał August Hlond, arcybiskup metropolita gnieźnieński i poznański, któremu asystowali biskup Wincenty Tymieniecki, biskup diecezjalny łódzki, i Stanisław Adamski, biskup diecezjalny katowicki w kościele parafialnym św. Barbary w Chorzowie, w której sprawował dotychczas funkcję proboszcza. Wierni parafii św. Barbary ufundowali tablicę w związku z odejściem biskupa, która zawisła w zakrystii kościoła. Kardynał August Hlond (także syn Ziemi Śląskiej) był jego przewodnikiem i opiekunem, a także protektorem. W 1933 roku otrzymał także honorowe obywatelstwo Królewskiej Huty.
9 kwietnia 1933 odbył ingres do katedry polowej w Warszawie. Po objęciu stanowiska biskupa polowego gen. Gawlina zachował struktury Kurii. Pozostały dwa wydziały: organizacyjno-administracyjny i oświatowo-wychowawczy oraz referat greckokatolicki. Kurii podlegały: Dziekanat Generalny, dziekani Okręgów Korpusów, starsi kapelani, kapelanii oraz proboszcze. W tym czasie w Kurii było 128 księży. Gawlina wprowadzał w Kurii reformy. Jeździł po najodleglejszych jednostkach i poligonach. Nazywano go „biskupem-wędrowcem”. W kontaktach z żołnierzami i kadrą przyjął postawę otwartą. Starał się pomóc ludziom. Kapłanom stawiał wysokie wymagania, co nie czyniło go wśród duchowieństwa Kurii Polowej zbyt popularnym. Swym postępowaniem niejednokrotnie narażał się przełożonym wojskowym i władzom państwowym. Przykładem odwagi cywilnej był udział w pogrzebie Wojciecha Korfantego w dniu 20 sierpnia 1939 w Katowicach. Był na pogrzebie jedynym biskupem przybyłym z Warszawy. W sprawie Wojciecha Korfantego interweniował wcześniej niejednokrotnie u władz, w tym u Józefa Piłsudskiego. W Wojsku Polskim zorganizował liczne ośrodki duszpasterstwa polowego. Zaczęły dobrze funkcjonować kościoły garnizonowe i szkolne. Poświęcał dużo czasu na pracę z młodzieżą zrzeszoną w Hufcach Służby Młodzieży, utworzonych dekretem Prezydenta RP 22 czerwca 1936 roku.
Tuż przed wybuchem II wojny światowej, w sierpniu 1939 został mianowany arcybiskupem metropolitą warszawskim.

## W czasie II wojny światowej
Wojna zastała Gawlinę w Warszawie. Dokonał kilku mianowań dziekanów. Ewakuacja Kurii Polowej nastąpiła 4 września. W nocy z 6 na 7 września 1939 Gawlina opuścił Warszawę na polecenie naczelnych władz WP – marszałka Edwarda Śmigłego–Rydza. Biskup wycofywał się na wschód. Dotarł do Łucka, gdzie w czasie bombardowania został ranny. Dotarł do granicy polsko-rumuńskiej, którą przekroczył w dniu 18 września. Przybył do Bukaresztu, potem przez Węgry 5 października dotarł do Rzymu. Po audiencji u papieża Piusa XII Sekretariat Stanu Stolicy Apostolskiej przedłużył mu jurysdykcje biskupa polowego, co pośrednio oznaczało uznanie ciągłości państwa polskiego i jego armii. Wyjechał do Francji. 18 października 1939 po przybyciu do Paryża formalnie podjął obowiązki biskupa polowego Wojsk Polskich (Polskich Sił Zbrojnych na uchodźstwie). Włączył się do organizacji Wojska Polskiego we Francji. Organizował dla żołnierzy niedzielne nabożeństwa przez radio. Zarządzeniem z 12 listopada 1939 Ministra Spraw Wojskowych rządu RP na uchodźstwie, gen. Władysława Sikorskiego, został zastępcą przewodniczącego zarządu Polskiego Czerwonego Krzyża w czasie wojny. Wydał Modlitewnik Żołnierza Polskiego. 21 grudnia 1939 dekretem prezydenta Raczkiewicza został mianowany członkiem I Rady Narodowej RP, następnie zastępcą członka Komisji Wojskowej, członkiem Komisji Prawno-Konstytucyjnej i przewodniczącym Komisji Spraw Zagranicznych.
Działał w Radzie Narodowej. Udzielał pomocy polskim uchodźcom we Francji. Od stycznia 1940 był członkiem Rady Naczelnej Światowego Związku Polaków z Zagranicy. Od 18 września 1940 przebywał w Wielkiej Brytanii, po klęsce Francji. Od kwietnia do października 1942 przebywał w ZSRR, gdzie gen. Władysław Anders formował Polską Armię. Opuścił ZSRR ostatnim transportem odchodzącym do Iranu. Po powrocie z Bliskiego Wschodu kontynuował swoją prace w oddziałach Wojska Polskiego w Wielkiej Brytanii. Powołał dwa seminaria duchowne: w Szkocji i w Syrii. 16 sierpnia 1943 gen. Gawlina celebrował mszę żałobną na pogrzebie Władysława Sikorskiego w Newark.
Jego jurysdykcji jako biskupa polowego podlegali żołnierze Polskich Sił Zbrojnych we Francji, w Wielkiej Brytanii, Kanadzie, na Bliskim Wschodzie, w Afryce i w ZSRR (od 1942), a od 1944 we Włoszech, Belgii, Holandii i Niemczech.

### Wizytacja oddziałów Armii Polskiej w ZSRR
Przeprowadził wizytację, obozów polskich uchodźców, ewakuowanych ze Związku Radzieckiego do Iranu; 19 kwietnia 1942 przekroczył granicę ZSRR i po krótkim pobycie w Moskwie rozpoczął trzymiesięczną wizytację oddziałów Armii Polskiej w ZSRR gen. dyw. Władysława Andersa – w Uzbekistanie, Tadżykistanie, Kirgistanie i Kazachstanie. W połowie października 1942 przeniósł się z Iranu do Iraku, a następnie na początku listopada do Jerozolimy. Na mocy dekretu papieża Piusa XII z 3 października 1942 został mianowany biskupem ordynariuszem dla polskich uchodźców cywilnych na Wschodzie.

### Udział w kampanii włoskiej
15 lutego 1943 wyruszył w podróż do USA, gdzie spotkał się z prezydentem Franklinem D. Rooseveltem. Przy pomocy prasy amerykańskiej apelował o pomoc dla dzieci polskich znajdujących się w ZSRR. Brał udział w kampanii włoskiej; w bitwie pod Monte Cassino (pełnił funkcję kapelana liniowego w Sanitarnym Ośrodku Ewakuacyjnym), bitwie o Ankonę i Loreto. 31 lipca 1944 w Ankonie, z rąk Naczelnego Wodza gen. broni Kazimierza Sosnkowskiego otrzymał Krzyż Srebrny Orderu Wojennego Virtuti Militari i Krzyż Walecznych.

## Po II wojnie światowej
Po zakończeniu 8 maja 1945 II wojny światowej w Europie i rozwiązaniu w 1947 Polskich Sił Zbrojnych na Zachodzie, bp Gawlina przestał pełnić funkcję biskupa polowego. 8 lutego 1945 został mianowany Opiekunem (Protektorem) Emigracji Polskiej na czas niemożności wykonywania tych zadań przez prymasa Polski, a Stolica Apostolska powierzyła mu 5 czerwca 1945 opiekę nad polskimi uchodźcami w Austrii i Niemczech. Po śmierci kard. Augusta Hlonda, 28 stycznia 1949 papież Pius XII mianował bpa Józefa Gawlinę Opiekunem Duchowym Polaków na uchodźstwie (czyli Protektorem Emigracji Polskiej). Od połowy 1947 zamieszkał jako rektor przy polskim kościele św. Stanisława w Rzymie przy via Botteghe Oscure 15.
W latach 1949–1952 złożył wizyty w polskich ośrodkach emigracyjnych w jedenastu krajach Europy, Ameryki Północnej i Ameryki Południowej. Brał udział w tworzeniu Polskich Misji Katolickich w Argentynie, Australii, Brazylii, Chile, Danii, Hiszpanii, Holandii, Luksemburgu, Republice Południowej Afryki, Szwajcarii, Szwecji i Tanzanii. Jego zasługą było także zbudowanie polskiej kaplicy w podziemiach bazyliki św. Piotra na Watykanie. W czasie wojny założył dwa seminaria duchowne – w Bejrucie (Liban) i w Glasgow (Wielka Brytania). Pod jego patronatem w 1947 w Londynie powstał Katolicki Ośrodek Wydawniczy „Veritas”. W 1947 założył Instytut Wydawniczy „Hozjanum” (Edizioni Hosianum) przy Hospicjum Stanisława Hozjusza. Od 1949 do końca życia był wydawcą i redaktorem naczelnym „Duszpasterza Polskiego Zagranicą”. W 1954 zainicjował edycję rocznika „Sacrum Poloniae Millenium”.

## Udział w II soborze watykańskim
Decyzją Piusa XII z dnia 29 listopada 1952 został wyniesiony do godności arcybiskupa tytularnego Madito. Papież Jan XXIII powołał abpa Gawlinę na członka Komisji Przygotowawczej dla Spraw Biskupów i Zarządu Diecezjami – soboru watykańskiego II. Od 1962 brał udział w I, II i III sesji soboru jako sekretarz Komisji dla spraw Biskupów i Diecezji.

## Powrót na Monte Cassino
Arcybiskup Józef Feliks Gawlina zmarł na zawał serca w noc 21/22 września 1964 w Rzymie. Pierwszy pogrzeb gen. biskupa Józefa Gawliny odbył się w Rzymie. Pochowany na cmentarzu Campo Verano. Trumnę pochowano w grobowcu sióstr felicjanek. Drugi pogrzeb odbył się 8 kwietnia 1965, kiedy to zgodnie z jego wolą zwłoki przeniesiono na Polski Cmentarz Wojenny na Monte Cassino.
Autor Wspomnień (Katowice 2004).

## Ordery i odznaczenia
- Krzyż Srebrny Orderu Virtuti Militari
- Krzyż Walecznych
- Złoty Krzyż Zasługi z Mieczami
- Złoty Krzyż Zasługi (19 marca 1935)[10][11][12]
- Krzyż Wielki Orderu św. Grzegorza Wielkiego (Stolica Apostolska, 1934)[13]
- Krzyż Pro Ecclesia et Pontifice (Stolica Apostolska)[12]
- Krzyż Komandorski Orderu Maltańskiego (SMOM)[12]
- Krzyż Wielki Magistralny Orderu Maltańskiego (SMOM, 1936)[14][15]